# Dresden Monarchs 2022
Questa voce raccoglie le informazioni riguardanti i Dresden Monarchs nelle competizioni ufficiali della stagione 2022.

## Roster
| Roster dei Dresden Monarchs (2022) |
| --- |
| Quarterback - 6 Austyn Carta-Samuels - 10 Eric Seidel - 11 Marvin Schöne - 16 Justin Agner Running Back - 2 Yazan Nasser - 26 Benedikt Schulz - 27 David Baum Wide Receiver - 3 Radim Kalous - 5 Darrell Stewart jr. - 9 Isaiah Amaechi / - 12 Dennis Pöche - 13 Anthony Brooks / - 21 Stéphane Fortes - 83 Leon Otto - 84 Liam Steuding - 85 Julian Goern - 88 Manuel Behrends Tight End - 86 Oliver Mai Offensive Linemen - 50 Lars Liebig - 53 Hermann Schramm - 59 Johann Bachofner - 63 Melik Seelig - 65 Zbynek Kysilka - 66 Robert Kühn - 71 Miroslav Kysilka - 72 Nils Konavec - 73 Michel Fischer - 75 Philipp Most - 76 Aaron Wahl - 77 Sebastian Kost Defensive Linemen - 8 Leonel Misangumukini - 32 Milda Novak - 46 Janek Striezel - 90 Dorian Boldog - 91 Georg Helbing - 93 Jannik Stanke - 94 Jupp Schönberner - 95 Leonardo Matassini - 96 Jakub Smutný - 97 Paul Seemann - 98 Carlo Reimann - 99 Eric Hausschild Linebacker - 15 Andrew McElroy / - 17 Maxim Neumann - 23 Rayshard Ashby - 38 Florian zur Nieden - 42 Felix Tasler - 43 Daniel Stechbarth - 44 Robert Koschorrek - 45 Marc Netter - 49 Chrisk Noak Defensive Back - 4 Ken Hike jr. - 7 Kenny Floret - 8 Tyron Siomon - 14 Norman Sobczik - 19 Yannik Heim - 20 Robert Süßmilch - 29 Erik Bonitz - 33 Ales Drhlik - 35 Luca Ender Special Team - 22 Frank Kammel K - 81 Jonas Georgi K - 89 Sebastian Nahs K |

## German Football League 2022

### Stagione regolare
| Potsdam 21 maggio 2022, ore 16:00 1ª giornata | Potsdam Royals | 24 – 21 (7-7 7-7 7-0 3-7) referto | Dresden Monarchs | Luftschiffhafen (1700 spett.)\| Arbitro: \| Schwieger \| |
| Arbitro:                                      | Schwieger      |                                   |                  |                                                          |

| Dresda 28 maggio 2022, ore 18:00 2ª giornata | Dresden Monarchs | 15 – 6 (3-0 10-0 0-0 2-6) referto | Kiel Baltic Hurricanes | DDV-Stadion (7343 spett.)\| Arbitro: \| O. Schwarz \| |
| Arbitro:                                     | O. Schwarz       |                                   |                        |                                                       |

| Berlino 12 giugno 2022, ore 16:00 4ª giornata | Berlin Adler | 48 – 42 (7-0 21-0 14-21 6-21) referto | Dresden Monarchs | Poststadion (2140 spett.)\| Arbitro: \| Schwieger \| |
| Arbitro:                                      | Schwieger    |                                       |                  |                                                      |

| Dresda 18 giugno 2022, ore 15:00 5ª giornata | Dresden Monarchs | 28 – 36 (20-7 0-15 0-6 8-8) referto | Cologne Crocodiles | Radstadion Bärnsdorfer Straße (1135 spett.)\| Arbitro: \| Schwarz \| |
| Arbitro:                                     | Schwarz          |                                     |                    |                                                                      |

| Berlino 25 giugno 2022, ore 18:00 6ª giornata | Berlin Rebels | 23 – 27 (3-7 0-6 6-7 14-7) referto | Dresden Monarchs | Mommsenstadion (455 spett.)\| Arbitro: \| Schwarz \| |
| Arbitro:                                      | Schwarz       |                                    |                  |                                                      |

| Dresda 2 luglio 2022, ore 15:00 7ª giornata | Dresden Monarchs | 21 – 36 (7-16 7-7 0-0 7-13) referto | Potsdam Royals | Stadion an der Bärnsdorfer Straße (1480 spett.)\| Arbitro: \| Schwieger \| |
| Arbitro:                                    | Schwieger        |                                     |                |                                                                            |

| Düsseldorf 30 luglio 2022, ore 16:00 10ª giornata | Düsseldorf Panther | 0 – 21 (0-14 0-7 0-0 0-0) referto | Dresden Monarchs | Vfl Benrath (500 spett.)\| Arbitro: \| Schrader \| |
| Arbitro:                                          | Schrader           |                                   |                  |                                                    |

| Dresda 13 agosto 2022, ore 15:00 11ª giornata | Dresden Monarchs | 49 – 21 (14-0 14-7 14-14 7-0) referto | Berlin Rebels | Radstadion Bärnsdorfer Straße (1620 spett.)\| Arbitro: \| Schwarz \| |
| Arbitro:                                      | Schwarz          |                                       |               |                                                                      |

| Braunschweig 21 agosto 2022, ore 15:00 12ª giornata | New Yorker Lions | 31 – 20 (10-7 7-0 7-6 7-7) referto | Dresden Monarchs | Eintracht-Stadion (3107 spett.)\| Arbitro: \| Pruin \| |
| Arbitro:                                            | Pruin            |                                    |                  |                                                        |

| Dresda 28 agosto 2022, ore 15:00 13ª giornata | Dresden Monarchs | 21 – 32 (7-6 0-16 8-10 6-0) referto | Berlin Adler | Radstadion Bärnsdorfer Straße (2265 spett.)\| Arbitro: \| Schwarz \| |
| Arbitro:                                      | Schwarz          |                                     |              |                                                                      |

## Statistiche di squadra
| Competizione      | %Vittorie | In casa | In casa | In casa | In casa | In casa | In casa | In trasferta | In trasferta | In trasferta | In trasferta | In trasferta | In trasferta | Totale | Totale | Totale | Totale | Totale | Totale |
| Competizione      | %Vittorie | G       | V       | N       | P       | Pf      | Ps      | G            | V            | N            | P            | Pf           | Ps           | G      | V      | N      | P      | Pf     | Ps     |
| ----------------- | --------- | ------- | ------- | ------- | ------- | ------- | ------- | ------------ | ------------ | ------------ | ------------ | ------------ | ------------ | ------ | ------ | ------ | ------ | ------ | ------ |
| Stagione regolare | .400      | 5       | 2       | 0       | 3       | 134     | 131     | 5            | 2            | 0            | 3            | 131          | 126          | 10     | 4      | 0      | 6      | 265    | 257    |
| Totale            | .400      | 5       | 2       | 0       | 3       | 134     | 131     | 5            | 2            | 0            | 3            | 126          | 177          | 10     | 4      | 0      | 6      | 265    | 257    |

## Statistiche personali

### Marcatori
| Giocatore      | Ruolo | TD rush | TD recv | TD int | TD p.ret | TD k.ret | TD oth | Xp1 | Xp2 | FG | Saf | Totale |
| -------------- | ----- | ------- | ------- | ------ | -------- | -------- | ------ | --- | --- | -- | --- | ------ |
| Amaechi        |       | 0       | 9       | 0      | 0        | 0        | 0      | 0   | 0   | 0  | 0   | 54     |
| Fortes         |       | 0       | 6       | 0      | 0        | 0        | 0      | 0   | 0   | 0  | 0   | 36     |
| Baum           |       | 5       | 0       | 0      | 0        | 0        | 0      | 0   | 0   | 0  | 0   | 30     |
| Nasser         |       | 3       | 2       | 0      | 0        | 0        | 0      | 0   | 0   | 0  | 0   | 30     |
| Nahs           |       | 0       | 0       | 0      | 0        | 0        | 0      | 18  | 0   | 2  | 0   | 24     |
| D. Stewart jr. |       | 0       | 2       | 0      | 0        | 0        | 0      | 0   | 2   | 0  | 0   | 16     |
| F. Kammel      |       | 0       | 0       | 0      | 0        | 0        | 0      | 13  | 0   | 0  | 0   | 13     |
| Agner          |       | 2       | 0       | 0      | 0        | 0        | 0      | 0   | 0   | 0  | 0   | 12     |
| A. McElroy     |       | 0       | 0       | 2      | 0        | 0        | 0      | 0   | 0   | 0  | 0   | 12     |
| L. Otto        |       | 0       | 2       | 0      | 0        | 0        | 0      | 0   | 0   | 0  | 0   | 12     |
| M. Schöne      |       | 2       | 0       | 0      | 0        | 0        | 0      | 0   | 0   | 0  | 0   | 12     |
| Hike           |       | 0       | 0       | 0      | 0        | 0        | 1      | 0   | 0   | 0  | 1   | 8      |
| A. Brooks      |       | 0       | 1       | 0      | 0        | 0        | 0      | 0   | 0   | 0  | 0   | 6      |

### Passer rating
| Giocatore        | G  | Att | Comp | Int | Yds | TD | NFL   | NCAA   |
| ---------------- | -- | --- | ---- | --- | --- | -- | ----- | ------ |
| Agner            | 8  | 98  | 54   | 6   | 648 | 10 | 84,06 | 132,07 |
| A. Carta-Samuels | 10 | 141 | 88   | 4   | 864 | 10 | 91,44 | 131,61 |
| M. Schöne        | 9  | 37  | 15   | 0   | 159 | 2  | 71,79 | 94,48  |